# District Poetjatinski
Het district Poetjatinski (Russisch: Путя́тинский райо́н) is een district in het midden van de Russische oblast Rjazan. Het district heeft een oppervlakte van 1.008 vierkante kilometer en een inwonertal van 7.511 in 2010. Het administratieve centrum bevindt zich in Poetjatino.
Bestuurlijk centrum: Rjazan

Steden: Kadom · Kasimov · Korablino · Lesnoj · Michajlov · Novomitsjoerinsk · Oecholovo · Oktjabrski · Oktjabrski · Poljany · Rjazjsk · Rybnoje · Saraj · Sasovo · Sjatsk · Sjilovo · Skopin · Spas-Klepiki · Spassk-Rjazanski · Starozjilovo · Toema

Districten: Aleksandro-Nevski · Jermisjinski · Kadomski · Kasimovski · Klepikovski · Korablinski · Michajlovski · Miloslavski · Oecholovski · Pitelinski · Poetjatinski · Pronski · Rjazanski · Rjazjski · Rybnovski · Sapozjkovski · Sarajevski · Sasovski · Sjatski · Sjilovski · Skopinski · Spasski · Starozjilovski · Tsjoesjkovski · Zacharovski